# Robert Lindsay (acteur)
Robert Lindsay Stevenson (Ilkeston, Derbyshire, 13 december 1949) is een Britse acteur. Hij is bekend als hoofdrolspeler van de serie My Family. Net als de serie Jericho waarin hij de titelrol speelt en zijn collega David Troughton uit die serie hebben zij Shakespearerollen gespeeld.
Lindsay kreeg in 2002 een nominatie voor een BAFTA Award voor zijn rol in de serie My Family. In deze serie heeft ook Murder City-acteur Kris Marshall lange tijd een hoofdrol gespeeld.
De acteur was van 1974 tot 1980 getrouwd met actrice Cheryl Hall. Ze speelden samen in de serie Citizen Smith, die eind jaren zeventig te zien was. Lindsay heeft vijftien jaar een relatie gehad met Diana Weston. Ze kregen samen een dochter, actrice Sydney Stevenson.
Lindsay trouwde in 2006 met Rosemarie Ford, een televisiepresentatrice en danseres. Samen kregen ze in 1999 zoon Samuel en in 2003 zoon James.

## Filmografie
- The Trial of Tony Blair (2007) - Tony Blair
- Friends & Crocodiles (2005) - William Sneath
- Gideon's Daughter (2005) - Sneath
- A Very Social Secretary (2005) - Tony Blair
- Wimbledon (2004) - Ian Frazier
- Hornblower: Duty (2003) - Admiral Sir Edward Pellew
- Horatio Hornblower 3 (2003) - Admiral Sir Edward Pellew
- Out of Eden (2002) - Verteller
- Hawk (2001) - Luke Hawkins
- Horatio Hornblower: Retribution (2001) - Cmmdre. Sir Edward Pellew
- Hornblower: Mutiny (2001) - Cmmdre. Sir Edward Pellew
- Horatio Hornblower: The Wrong War (1999) - Capt. Sir Edward Pellew
- Horatio Hornblower: The Duchess and the Devil (1999) - Capt. Sir Edward Pellew
- Horatio Hornblower: The Fire Ship (1998) - Capt. Sir Edward Pellew
- Horatio Hornblower: The Duel (1998) - Capt. Sir Edward Pellew
- Divorcing Jack (1998) - Michael Brinn
- Fierce Creatures (1997) - Sydney Lotterby
- Remember Me? (1997) - Jamie
- Brazen Hussies (1996) - Billy Bowmans
- The Office (1996) - Norman Platt
- Goodbye My Love (1996) - Derek Humphry
- Strike It Rich (1990) - Bertram
- Confessional (1989) - Thomas Kelly
- Bert Rigby, You're a Fool (1989) - Bert Rigby
- Much Ado About Nothing (1984) - Benedick
- King Lear (1983) - Edmund
- Cymbeline (1982) - Iachim
- A Midsummer Night's Dream (1981) - Lysander
- All's Well That Ends Well (1981) - First French Lord
- Twelfth Night (1980) - Fabian
- Adventures of a Taxi Driver (1976) - Tom
- Three for All (1975) - Tom
- The Roses of Eyam (1973) - Francis Thornley
- That'll Be the Day (1973) - Terry

## Theater
- Me and My Girl (Musical) (1986) - Bill Snibson

- Biblioteca Nacional de España: XX1500697
- Bibliothèque nationale de France: cb14199579k (data)
- Gemeinsame Normdatei: 1063917840
- International Standard Name Identifier: 0000 0001 2133 0197
- Library of Congress Control Number: n88600087
- MusicBrainz: e737e640-04e5-42cd-9138-7c282cebd3b6
- Nationale Bibliotheek van Tsjechië: mzk2015855136
- Nationale Bibliotheek van Israël: 987007422545705171
- Nationale Bibliotheek van Polen: a0000002334526
- Nederlandse Thesaurus van Auteursnamen: 112542980
- Réseau des bibliothèques de Suisse occidentale: 02-A003523232
- Système universitaire de documentation: 149167431
- Virtual International Authority File: 51900102
- WorldCat: E39PBJfx8kvrcgdXT9pCJhJdQq